# أرتيم كامنسكي
أرتيم كامنسكي هو لاعب كرة قدم بيلاروسي، ولد في 1 مارس 1994 في بابرويسك في روسيا البيضاء. لعب مع نادي بلشينا بوبرويسك.

## وصلات خارجية
- أرتيم كامنسكي على موقع Soccerway.com (الإنجليزية)